# Kość łódeczkowata

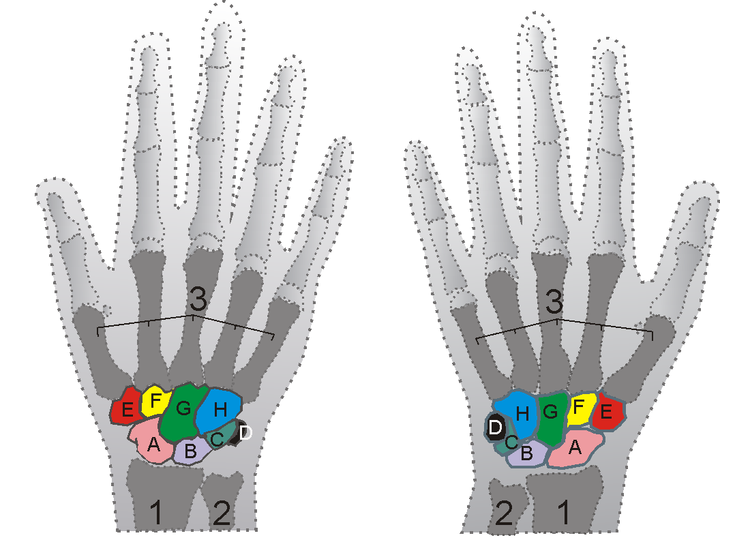
Kości nadgarstka: A – kość łódeczkowata, B – kość księżycowata, C – kość trójgraniasta, D – kość grochowata, E – kość czworoboczna większa, F – kość czworoboczna mniejsza, G – kość główkowata, H – kość haczykowata

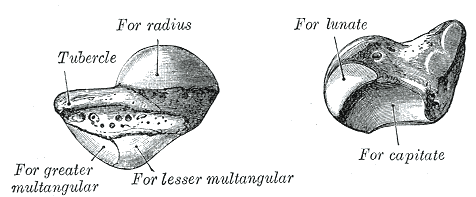
Kość łódeczkowata

Kość łódeczkowata (łac. os scaphoideum) – jedna z ośmiu kości nadgarstka człowieka. Położona jest po stronie promieniowej (bocznej), w szeregu bliższym, którego jest największą kością. Swoim kształtem przypomina łódkę, i jak inne kości nadgarstka (z wyjątkiem kości grochowatej) jest nieregularnie sześcienna, ma sześć powierzchni. 
Powierzchnie górna i dolna są powierzchniami stawowymi, wypukłymi i gładkimi, pokrytymi chrząstką. Powierzchnia górna  łączy się z dalszym końcem kości promieniowej, a powierzchnia dolna z kośćmi czworoboczną mniejszą i czworoboczną większą. Powierzchnia łokciowa łączy się z kością księżycowatą i z kością główkowatą. Powierzchnia promieniowa jest chropowata i wąska, do niej przyczepia się więzadło poboczne promieniowe nadgarstka. Do powierzchni grzbietowej również przyczepiają się więzadła. Na powierzchni dłoniowej znajduje się guzek kości łódeczkowatej (łac. tuberculum ossis scaphoidei), do którego przyłączają się troczek zginaczy i mięsień odwodziciel krótki kciuka.
Spośród wszystkich kości nadgarstka najczęściej ulega złamaniu.
Nazywana bywa też kością łódkowatą (łac. os naviculare), choć nazwa ta przynależy do jednej z kości stępu.